# Pfarrkirche St. Kathrein im Burgenland

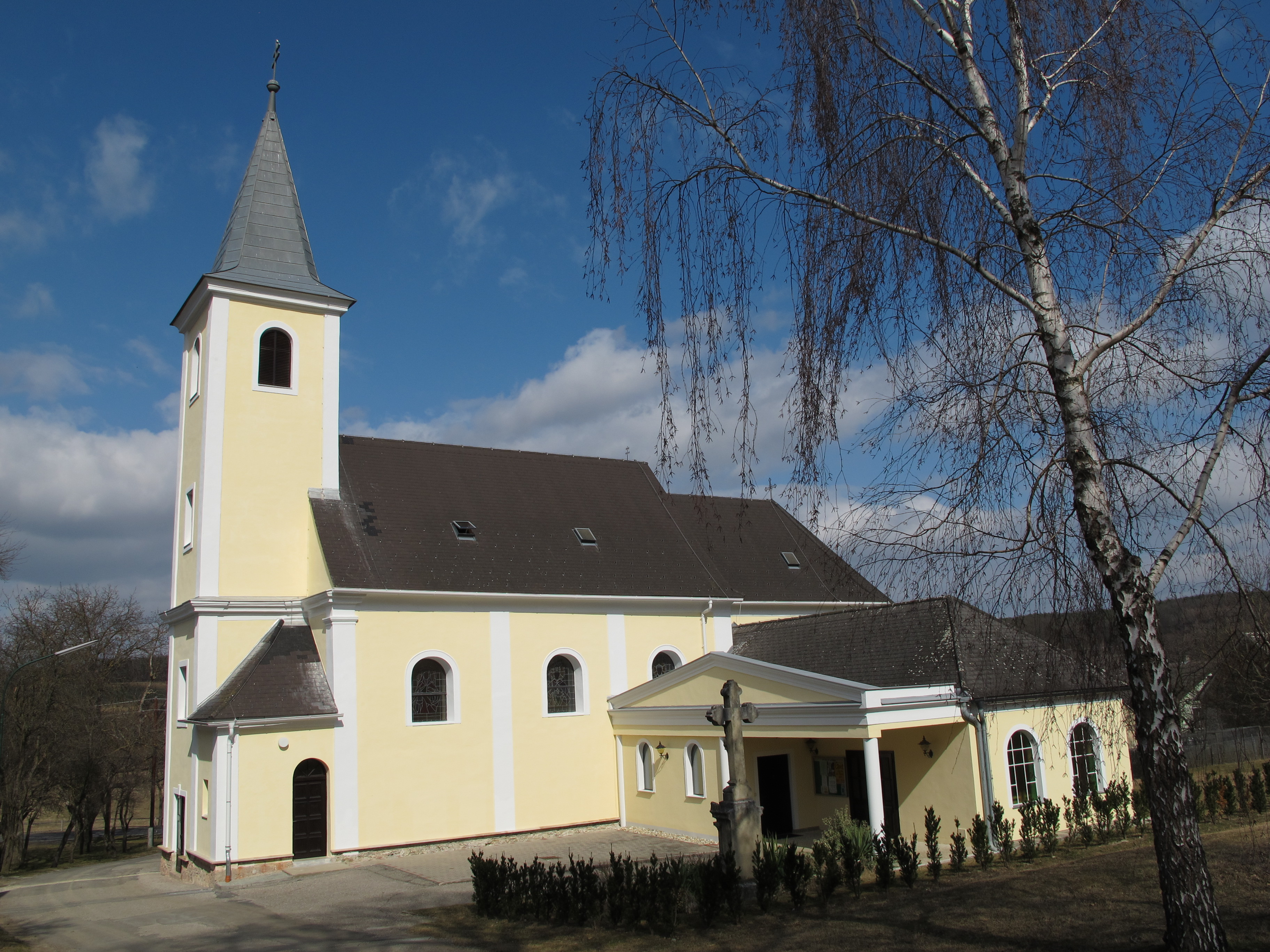
Pfarrkirche St. Kathrein von Süden

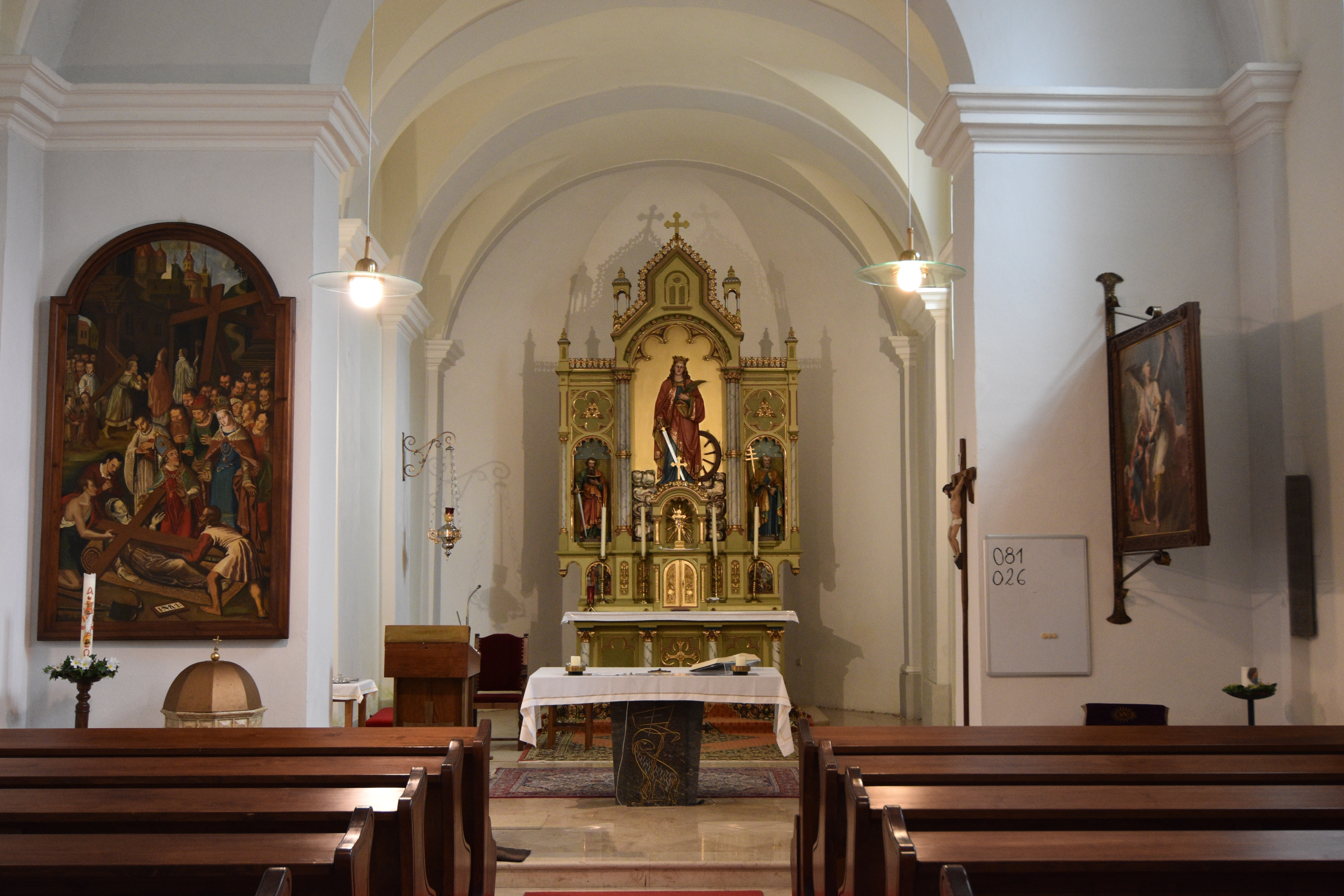
Der Altarraum der Kirche

Die römisch-katholische Pfarrkirche St. Kathrein steht in erhöhter Lage am Südrand des Ortes St. Kathrein (ungarisch: Pósaszentkatalin; kroatisch: Katalena) in der Gemeinde Deutsch Schützen-Eisenberg (ungarisch: Németlövő-Csejke, kroatisch: Livio-Čjeka) im Bezirk Oberwart im Burgenland. Sie ist der heiligen Katharina gewidmet und gehört zum Dekanat Güssing in der Diözese Eisenstadt. Das Gebäude steht unter Denkmalschutz.

## Geschichte
Die Pfarre bestand bereits im Mittelalter, war aber zeitweise eine Filialkirche von Szentpéterfa (deutsch: Prostrum), und wurde 1804 neu errichtet. Der heutige Bau wurde 1753 unter Verwendung von älterem Mauerwerk erbaut und 1783 erstmals renoviert. Im Jahr 1796 wurde der Turm errichtet. Im Jahr 1950 wurde der Chor über den Fundamenten des gotischen Chores erweitert. Nach einer Restaurierung und Erweiterung wurde das Gotteshaus 1953 neu geweiht.

## Architektur und Ausstattung
Die Kirche ist ein einschiffiger, schmuckloser Saalbau mit stark eingezogenem Chor mit 3/8-Schluss. Der vorgebaute Westturm hat einen Spitzhelm.
Über dem zweijochigen Schiff ist ein flaches Tonnengewölbe mit Stichkappen mit Gurten auf Pilastern. Die zweigeschoßige Empore ist dreiachsig und mit jeweils drei Kreuzgratgewölben unterwölbt. Zwischen Schiff und Apsis ist ein breiter Triumphbogen. Über den drei Chorjochen ist ein Tonnengewölbe, über der Apsis ein Kappengewölbe.
Hochaltar, Seitenaltar und Orgelgehäuse sind neugotisch und stammen aus der zweiten Hälfte des 19. Jahrhunderts. Das Bild Schutzengel mit Kind wurde Mitte des 18. Jahrhunderts nach einer Skizze von Michelangelo Unterberger geschaffen. Auf der Rückseite befindet sich die heilige Maria, Teil einer ehemaligen Fahne. Der Sakristeischrank stammt vom Ende des 18. Jahrhunderts. Die Orgel aus 1924 stammt von Gebrüder Hopferwieser in Graz.